# Centre Mèdic Emek
El Centre Mèdic Emek (en hebreu: מרכז רפואי העמק) (transliterat: Merkaz Refui Emek) va ser fundat el 1924 en el kibutz Ein Harod per servir als pioners de la Vall de Jezreel. Emek avui ha esdevingut la institució proveïdora de salut més prominent del nord-est d'Israel. Més de 500.000 residents de les ciutats, pobles i llogarets de la regió depenen dels serveis de salut d'Emek. Els serveis d'emergència, les instal·lacions quirúrgiques, les unitats de vigilància intensiva, els instituts mèdics, els departaments de pacients hospitalitzats, els laboratoris i els metges són part de la infraestructura d'aquest hospital. El personal, la tecnologia i el compromís fan que molts israelians recorrin a Emek quan necessiten atenció mèdica.